# Erineo
Il fiume Erineo (in greco antico: Ἐρινεός?, Erineós; le forme Ἔρινος e Ὄρινος sono presenti in Tolomeo, III, 4, 8) corrisponde all'attuale fiumara Miranda, chiamato anche fiume di Avola. È menzionato da Tucidide (VII, 80 e 82) come il secondo fiume che attraversarono gli Ateniesi nella loro fuga da Siracusa durante la spedizione in Sicilia (415 - 413 a.C.).